# ビエナ (ウェストバージニア州)
ビエナ（英: Vienna）は、アメリカ合衆国ウェストバージニア州北西部にあるウッド郡に位置する都市である。オハイオ川の岸、すなわちオハイオ州との州境に接している。2010年国勢調査での人口は10,749 人だった。オハイオ州に跨るパーカーズバーグ・ビエナ・マリエッタ大都市圏に属し、その中では人口で第3位である。パーカーズバーグ市は隣にある。

## 歴史
1794年、ジョセフ・スペンサー博士がニュージャージー州ビエナからこの市の名前を採用した。スペンサーはアメリカ独立戦争のときにニュージャージー州のビエナで起きた戦闘に参戦していた。ウェストバージニア州のビエナは5,000エーカー (20 km2) の開拓地として始まり、独立戦争での従軍に対してスペンサー博士に払下げられたものだった。1935年、ビエナが市として法人化され、チャールズ・R・ブレアが初代市長になった。1940年代まではガラス・ビー玉の生産で知られていた。

## 地理
ビエナは北緯39度19分31秒 西経81度32分34秒 / 北緯39.32528度 西経81.54278度 (39.325324, -81.542845)に位置している。
アメリカ合衆国国勢調査局に拠れば、市域全面積は3.79平方マイル (9.82 km2)であり、全て陸地である。

## 教育
ビエナにはジャクソン中学校がある。この学校のウェブサイトに拠れば、1998年にウェストバージニア州の優秀学校、1999年にウェストバージニア州のブルーリボン学校、1990年から2000年にアメリカ合衆国教育省優秀ブルーリボン学校、2000年、2004年、2006年にウェストバージニア州の模範学校に認められてきた。ジャクソン中学校はウェストバージニア州の最良クラスの中学校と見なされている。この中学校にはグリーンモント、ビエナ、ニール各小学校から進学している。

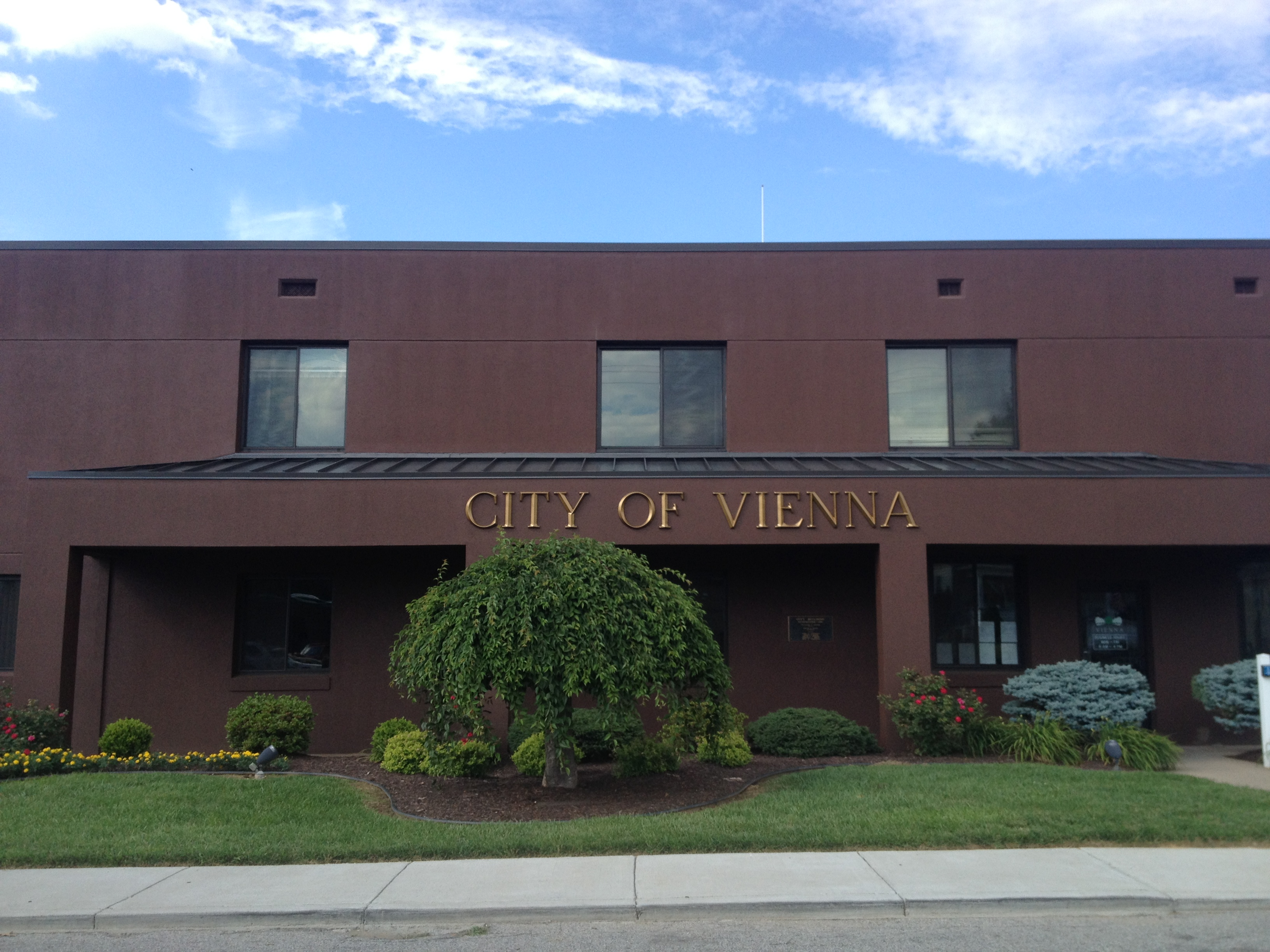
ビエナ市役所

## 人口動態

### 2010年国勢調査
以下は2010年国勢調査による人口統計データである。
| 基礎データ - 人口: 10,749 人 - 世帯数: 4,707 世帯 - 家族数: 3,054 家族 - 人口密度: 1,095.0人/km2（2,836.1人/mi2） - 住居数: 5,091 軒 - 住居密度: 518.7軒/km2（1,343.3 軒/mi2） 人種別人口構成 - 白人: 95.9% - アフリカン・アメリカン: 1.1% - ネイティブ・アメリカン: 0.2% - アジア人: 1.4% - その他の人種: 0.3% - 混血: 1.0% - ヒスパニック・ラテン系: 0.8% | 年齢別人口構成 - 18歳未満: 20.2% - 18-24歳: 8.1% - 25-44歳: 23% - 45-64歳: 29.1% - 65歳以上: 19.6% - 年齢の中央値: 44歳 - 性比（女性100人あたり男性の人口） - 総人口: 88.7 世帯と家族（対世帯数） - 18歳未満の子供がいる: 26.5% - 結婚・同居している夫婦: 50.5% - 未婚・離婚・死別女性が世帯主: 10.4% - 非家族世帯: 35.1% - 単身世帯: 30.4% - 65歳以上の老人1人暮らし: 13.4% - 平均構成人数 - 世帯: 2.24人 - 家族: 2.77人 |

### 2000年国勢調査
以下は2000年国勢調査による人口統計データである。
| 基礎データ - 人口: 10,861 人 - 世帯数: 4,733 世帯 - 家族数: 3,152 家族 - 人口密度: 1,118.3人/km2（2,895.8 人/mi2） - 住居数: 5,074 軒 - 住居密度: 522.4軒/km2（1,352.8 軒/mi2） 人種別人口構成 - 白人: 96.70% - アフリカン・アメリカン: 0.95% - ネイティブ・アメリカン: 0.17% - アジア人: 1.34% - 太平洋諸島系: 0.02% - その他の人種: 0.14% - 混血: 0.68% - ヒスパニック・ラテン系: 0.50% | 年齢別人口構成 - 18歳未満: 21.2% - 18-24歳: 7.0% - 25-44歳: 25.3% - 45-64歳: 27.4% - 65歳以上: 19.1% - 年齢の中央値: 43歳 - 性比（女性100人あたり男性の人口） - 総人口: 87.9 - 18歳以上: 83.5 世帯と家族（対世帯数） - 18歳未満の子供がいる: 26.5% - 結婚・同居している夫婦: 55.3% - 未婚・離婚・死別女性が世帯主: 9.1% - 非家族世帯: 33.4% - 単身世帯: 30.3% - 65歳以上の老人1人暮らし: 14.8% - 平均構成人数 - 世帯: 2.29人 - 家族: 2.84人 | 収入と家計 - 収入の中央値 - 世帯: 39,220米ドル - 家族: 49,477米ドル - 性別 - 男性: 41,779米ドル - 女性: 25,122米ドル - 人口1人あたり収入: 24,452米ドル - 貧困線以下 - 対人口: 7.7% - 対家族数: 5.3% - 18歳未満: 10.2% - 65歳以上: 7.6% |